# دبابة

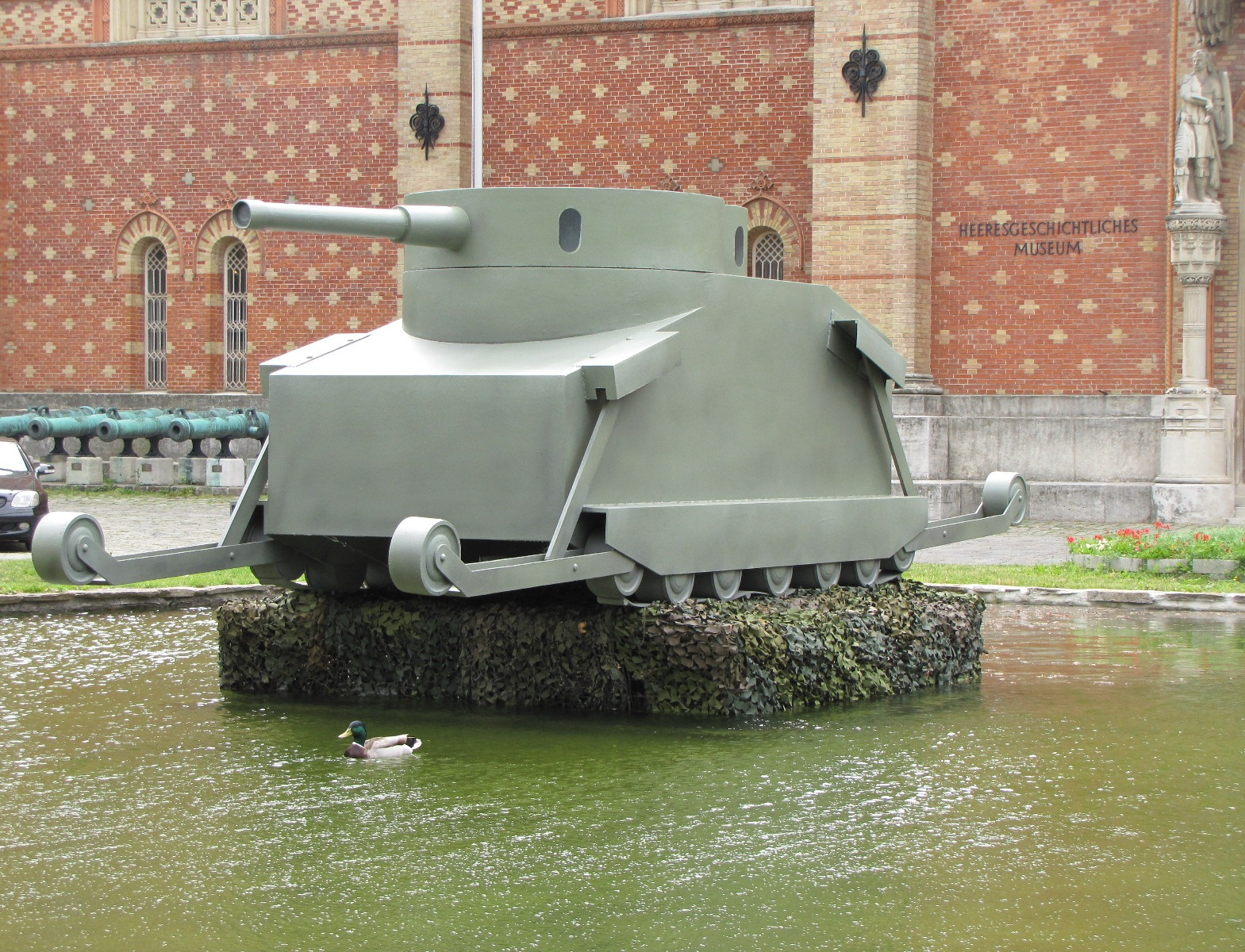
نموذج دبابة بورستين التي يعد الأول في التاريخ (1911) - في متحف التاريخ العسكري في فيينا

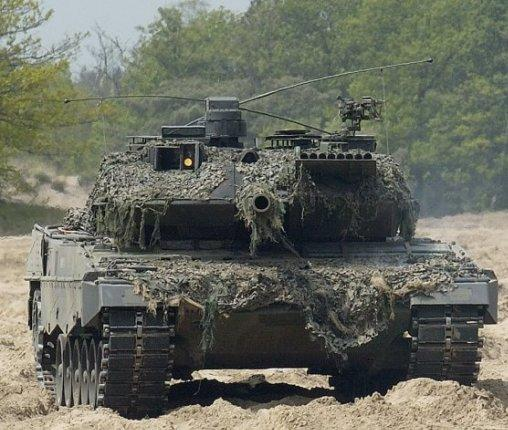
الدبابة الألمانية ليوبارد-2

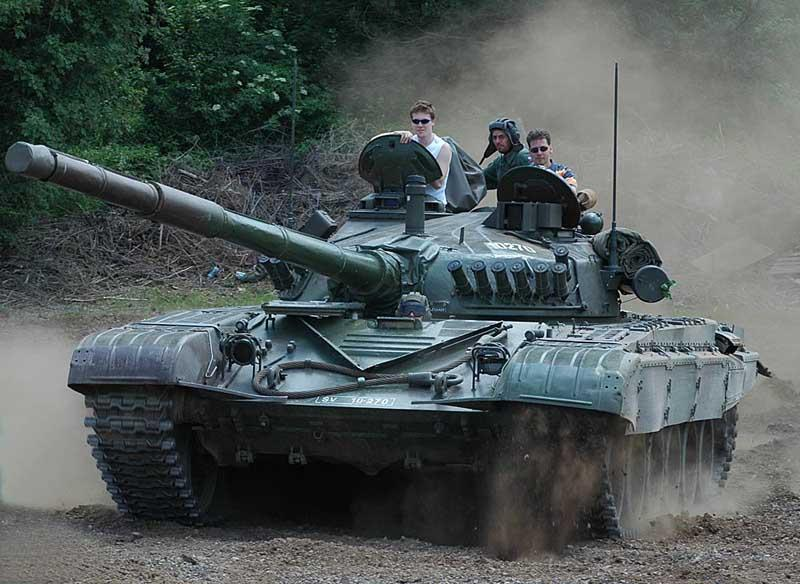
الدبابة اليوغسلافية M84

الدبابة هي مركبة قتالية مدرعة، مصممة للاشتباك بالعدو بنيرانها المباشرة والمساندة. ويتكون التسليح الرئيسي للدبابة من مدفع ذو عيار كبير وبعض الأسلحة المساندة التي تضم عددا من الرشاشات المحورية والرشاشات الثانوية. تؤمن الدروع الثقيلة للدبابة درجة عالية من الحماية، في نفس الوقت فإن سلاسلها تمكنها من عبور الأراضي الوعرة بسرعات كبيرة نسبياً.
كان أول ظهور للدبابات في مطلع القرن العشرين أثناء الحرب العالمية الأولى، حيث زود الجيش البريطاني بدبابات مارك-1، وذلك لكسر جمود الجبهة في حرب الخنادق ضد الألمان. وهكذا تطور دور الدبابات كسلاح ليحقق الاختراق، ومن ثم الاستفادة منه لتطويره والتغلغل لمهاجمة العدو في العمق.
وقَلَّما تعمل الدبابات منفردة، بل تنضوي في تشكيلات مدرعة وفي قوات الأسلحة المشتركة. يدعمها المشاة والمدفعية وغيرها. وبغياب هذا الدعم تصبح الدبابات معرضة للأسلحة المضادة للدروع، الألغام المضادة للدبابات، المدفعية، السمتيات الهجومية أو الدعم الجوى القريب بالطائرات.
وتعد الدبابات من الوسائط المكلفة للغاية من ناحية التشغيل. فهي بحاجة إلى قدر كبير من الدعم الفني والصيانة. وهي لا تزال تمثل عنصرا رئيسيا في ترسانات معظم الجيوش في العالم. لقد انتزعت الدبابة تدريجيا مركز الصدارة من سلاح الفرسان، وتطورت على مستوى التقانة كما وتكتيكاتها القتالية على مدى عدة أجيال وخلال ما يزيد على قرن كامل تقريبا.

## الاسم

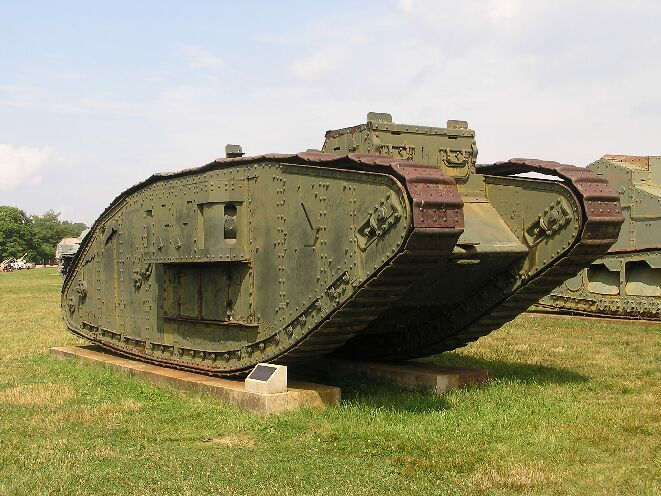
صنع البريطانيون أول دبابة في العالم خلال الحرب العالمية الأولى واطلقوا عليها اسم «تانك» أي الصهريج ومنهم انتقل هذا الاسم إلى غالبية دول العالم

حينما ظهرت الدبابة لأول مرة في ساحات الحرب العالمية الأولى أطلق عليها البريطانيون اسم تانك (بالإنجليزية: Tank)‏ وتعني الخزان أو الصهريج وهدف البريطانيون من هذا الاسم ابقاء مشروع صناعة الدبابة سريا، وقد تبنت معظم دول العالم هذه التسمية بما في ذلك الاتحاد السوفيتي (بالروسية: Танк).
في ألمانيا أطلق على الدبابة اسم بانزر (بالألمانية: Panzer) والتي تعني حرفيا «الدرع» وهي اختصار لعبارة "Panzerkampfwagen" والتي تعني «مركبة القتال المدرعة»، في إيطاليا تسمى «كارو أرماتو» (بالإيطالية: Carro armato)‏ أي «المركبة المدرعة»، وفي فرنسا «شار دو كومبات» (بالفرنسية: Char de combat)‏ أي «مركبة القتال» أما في البلدان العربية فتعرف باسم «الدبابة» أي التي تدب دبا بمعنى تمشي على هينتها والاسم يعود إلى آلة قديمة كانت تتخذ لضرب وهدم الحصون.

## التاريخ

### الحرب العالمية الأولى: الدبابات البدائية

خنادق الحلفاء على الجبهة الألمانية الفرنسية بالحرب العالمية الأولى

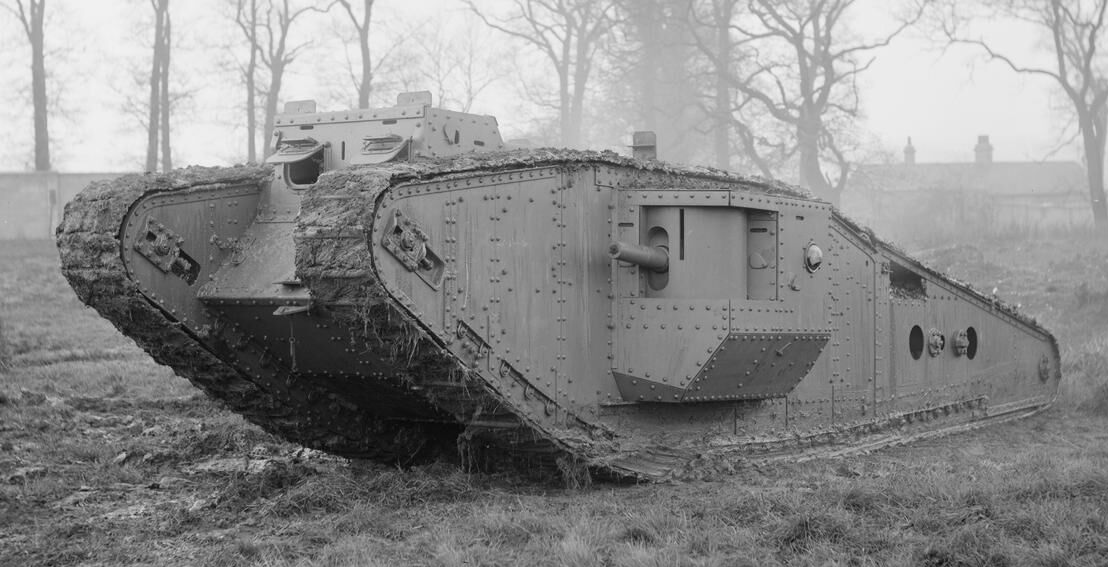
دبابة بريطانية من فئة "مارك-4" المسماة "تادبول" والتي تم زيادة طول هيكلها لتتمكن من اجتياز الخنادق الألمانية الواسعة.

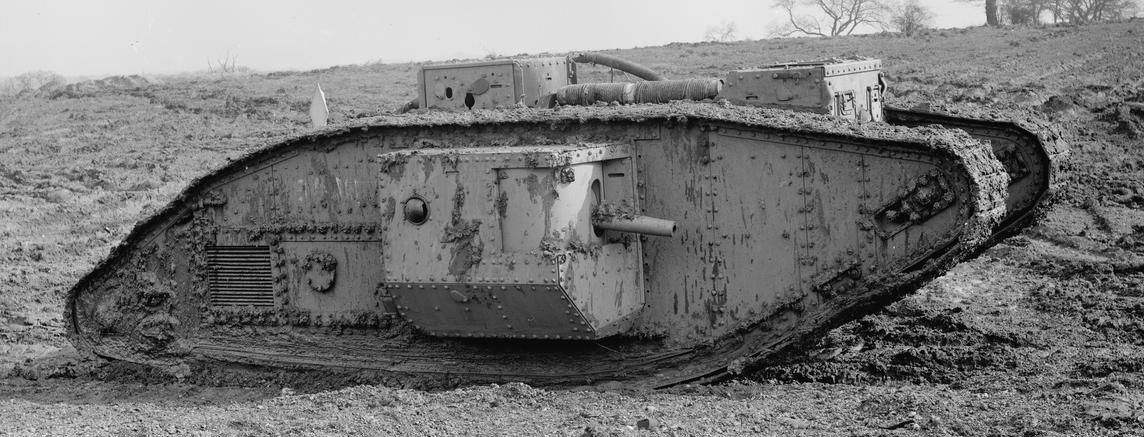
دبابة مارك-5

بعد تقدم صناعة المدافع الرشاشة الآلية، أصبحت الكلفة البشرية خلال الحروب عالية جداً، فلجأت كافة الجيوش خلال الحرب العالمية الأولى لحفر الخنادق، وتعزيزها بخطوط كثفية من الأسلاك الشائكة والتحصينات. ولفترة لم يكن أمامها للتقدم واكتساب الأرض، إلا القيام بهجمات جبهوية وبتشكيلات ضخمة من الجنود المشاة على شكل موجات بشرية، على أمل تمكن جزء ولو قليل منهم بعبور المنطقة الحرام والفاصلة ما بين الخنادق الصديقة وتلك المعادية، للاشتباك بالعدو في معارك تلاحمية، وكان ذلك يتم تحت وابل كثيف من نيران المدافع الرشاشة وقذائف الهاونات والمدفعية الثقيلة، ومن هنا بدأت الجيوش سعيا حثيثا لإيجاد الوسائل لحل هذه العقدة.
عام 1911، قبل الحرب العالمية الأولى بثلاثة أعوام، طوّر المهندس العسكري النمساوي غونتر بورستين عربة مصفحة مجنزرة تحمل مدفعا دوّارا. لكن موظفو الجيش النمساوي رفضوا الفكرة لعدة أسباب، فهي من ناحية لم توافق تصوراتهم التقليدية عن تكتيكات القتال، بينما لم يتحمس آخرون لفكرة الجنزير واعتبروا الاختراع من تخصص قسم المحركات، الذي رفض بدوره اختبار وتطوير النموذج بسبب ضيق الموارد المالية. كذلك رفضت وزارة الحربية البروسية ا الاختراع عندما عُرض عليها لشكّها في صلاحية الجنازير في المناطق الوعرة والخنادق، ولمحدودية الرؤية التي تتيحها العربة المصفحة. بعدها نُشر التصميم في براءتي اختراع (النمسا، رقم 53248، ألمانيا رقم 252815) استفاد منها البريطانيون في تطوير الدبابة التي كانوا أول من استخدمها في الحرب. ما زال نموذج لدبابة بورستين موجودا في متحف التاريخ العسكري في فيينا.
في بريطانيا أسند مشروع سري للبحرية البريطانية لتقوم بتطوير الدبابة وتدريب طواقمها على اعتبار أنها من السفن البرية، وأشرف اللورد الأول للأدميرالية «وينستن تشرشل» على لجنة سفن البر، وجائت باكورة هذه الجهود في أيلول من العام 1915، بصنع أول نموذج ناجح للدبابة البريطانية «ليتل ويلي». وللحفاظ على السرية نقلت هذه المركبات الجديدة على أنها خزانات للمياه، ومن هنا انسحب عليها الاسم بالإنكليزية وبشكل رسمي منذ كانون أول من نفس العام.
سجل الاستخدام الأول للدبابة في المعارك باشتراك دبابتين من طراز مارك-1 البريطانية الصنع في القتال أثناء معركة «فليرس كورسيليت» (جزء من معركة السوم) في 15 سبتمبر 1916، وطور الفرنسيون دبابة شنيدر.سي.آي-1، واستعملوها لأول مرة في 16 نيسان 1917.
وكانت أول مشاركة ناجحة لحشد من الدبابات في معركة كامبري في 20 تشرين الثاني 1917، وكان لها دور حاسم في معركة «أمينس»، عندما تمكنت قوات الحلفاء من اختراق المواقع الألمانية بفضل دعم الدروع. على الجانب الألماني لم يتم إنتاج إلا عدد محدود من دبابات إيه7في والذي لم يتجاوز الـ 20 دبابة حتى نهاية الحرب.
كانت أول مواجهة بين الدبابات من الطرفين يوم 24 نيسان 1918، في «فيلرس بريتونيوكس» عندما تجابهت ثلاث دبابات مارك-4 بريطانية مع ثلاث ألمانية من طراز آي.7.في. لجأ الألمان للعديد من الإجراءات للحد من تأثير دروع الحلفاء، فقاموا بحفر الخنادق العريضة، ووجدوا عرضا بعض الذخائر المؤثرة، كما عمدوا لاستدراجها نحو عوائق رأسية، بغية التمكن من استهداف بطن الدبابة لملاحظتهم هشاشة تدريعه أمام الأسلحة الخفيفة، لكن ذلك لم يكن كافيا لتغيير مسار الحرب. كما ظهرت تصنيفات جديدة، فكانت الدبابة «الذكر» تسلح بمدافع متوسطة وثقيلة نسبيا، في حين كانت الدبابة «الأنثى» تزود بعدد كبير من الرشاشات الخفيفة بغرض حماية الأولى ومواجهة مشاة العدو كمهمة رئيسية لها. عانت هذه الدبابات البدائية من مشاكل عديدة، فلم تتجاوز سرعتها الـ 13 كم/س على الأكثر، كما كان لها اعتمادية منخفضة عموما لكثرة أعطالها الميكانيكية والفنية، وكمثال يكفي القول أنه ومن أصل 150 دبابة مارك-1 احتشدت في معركة السوم، فإنه لم تتمكن إلا 9 دبابات فقط من الانطلاق في مرحلة الهجوم، نتيجة للمشاكل الميكانيكية.

### ما بين الحربين: النشوء والارتقاء
خضعت الدبابات لسلسلة طويلة من التطويرات والتعديلات وخاصة خلال الثلاثينيات من القرن الماضي، وكان أكثرها تقدما تلك البريطانية، حيث ركزت المملكة المتحدة على إنشاء قوات مدرعة متفوقة، وقامت بعدد كبير من التمرينات الميدانية، لاختبار وتحسين تكتيكاتها، بينما لم تضف الولايات المتحدة الأمريكية الكثير في هذه الحقبة بسبب تفضيلها لسلاح الفرسان والذي كان يستنفذ معظم مخصصات الميزانية القليلة أصلا والمرصودة للمدرعات. كذلك كانت الحال بالنسبة لألمانيا وفرنسا، اللتين عانتا من اقتصاد مرهق بعد الحرب، عدا عن تدمير كامل ترسانة الأولى من الدروع بموجب بنود معاهدة فيرساي.
وهكذا انقسمت الدبابات إلى ثلاث فئات لدى الجيش البريطاني. وهي الدبابات الخفيفة والتي تراوحت أوزانها في حدود العشرة أطنان، ولها تسليح خفيف عادة لم يكن فعالا إلا ضد مثيلاتها واستخدمت في أدوار الاستطلاع. أما الدبابات الثقيلة فوصلت أوزانها لما يزيد عن الـ 60 طنا، وتمتعت بنسبة كبيرة من التدريع، على حساب سرعتها، حيث كانت مهمتها تأمين الاختراق الأولي لخطوط العدو وذلك بإسناد المشاة والمدفعية ضمن قوات الأسلحة المشتركة، لتندفع بعدها طوابير الدبابات المتوسطة للتغلغل، والتي روعي في تصميمها إعطائها قدرات حركية عالية ومدى عمل بعيد لتمكينها من عبور المسافات الطويلة نحو العمق المعادي لتدمير خطوط إمداداته ومراكز قيادته.
لقد كانت هذه الخطوات الأولى نحو تبلور مفهوم الحرب الخاطفة، وتقريبا تطور هذا المفهوم في دول عدة، إلا أن «هانز جودريان» قائد القوات المدرعة الألمانية يعتبر أول من وضع تلك النظريات في إطارها العملي، وحولها إلى تطبيق ميداني بنجاح هائل، والذي تأثر كثيرا بنظرية التقرب الغير مباشر للمؤرخ العسكري والمنظر البريطاني «ليدل هارت».

### الحرب العالمية الثانية: الألمان والحرب الخاطفة.

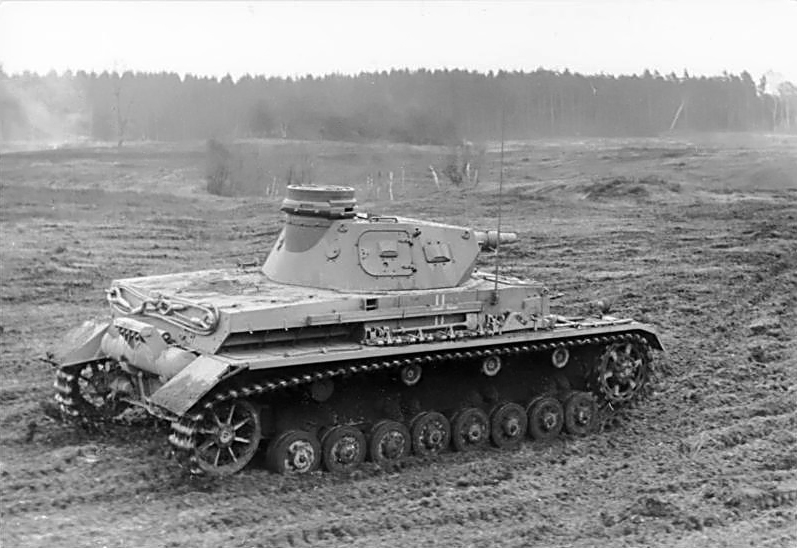
دبابة بانزر-4 ألمانية

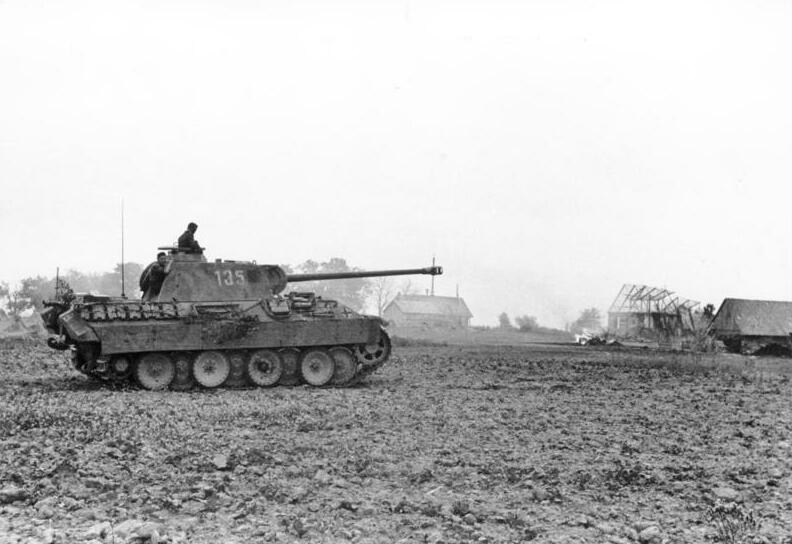
دبابة البانثر الألمانية والتي انتج منها ما يزيد على 6,000 وحدة بين عامي 1942 و 1945.

دخلت ألمانيا الحرب العالمية الثانية بدبابات محدودة القدرة عموما، لم تكن لتوازي نظيراتها الغربية، فكانت أغلب الدبابات الألمانية من طراز بانزر-1 والمعدة لأغراض التدريب ولم يزد وزنها عن الـ 5.4 طن، ولها تسليح رئيسي مؤلف من مدفعين عيار 7.62 ملم، وتدريع بلغت سماكته 13 ملم على الأكثر.
بالإضافة إلى البانزر-2 والبانزر-3 وصولاً إلى الطراز بانزر-4 بوزن 25 طنا، وبمدفع من عيار 75 ملم، وسماكة تدريع تصل إلى الـ 80 ملم وشكلت البانزر-4 عماد تسليح الوحدات المدرعة الألمانية خلال سنوات الحرب.
ومع ما تقدم فقد شاركت تلك الدبابات بنجاح كبير في اجتياح بولندا، وأظهرت ما يمكن للدبابة تحقيقه باتباع تكتيكات الحرب الخاطفة، وجائت الحملة على فرنسا والأراضي المنخفضة بنتائج أوضح على ذلك.
فتجنب الجيش الألماني القيام بهجوم جبهوي على خط «ماجينو» الدفاعي الفرنسي والممتد على طول الحدود بين البلدين، لقد تكون هذا الخط من سلسلة كثيفة من الحصون الخرسانية المنيعة، وأمامه انتشرت الخنادق العريضة والموانع الرأسية المضادة للدبابات، وكذلك الأسلاك الشائكة والألغام، ناهيك عن الكم الهائل من المدافع الآلية والثقيلة. وعوضا عن عن التفكير بتحمل خسائر لا مبرر لها وعملا بخطط الجنرالين «فون مانشتاين» و«هانز غودريان» لجأ الجيش الألماني لعبور غابات «الآردينز» التي نظر إليها الحلفاء على أنها مانع طبيعي لكثافتها. لقد تقدمت تلك الأرتال من الدبابات محققة اختراقا عميقا لمسافات قاربت الـ 300 كلم، ملتفة على القوات الفرنسية والبريطانية لتطوقها في عدة جيوب وتعزلها عن خطوط إمداداتها ومراكز قياداتها ومواصلاتها. استفادت الدبابات من حركيتها العالية في تحيقيق النصر خلال مدة قياسية، وهذه المرة تفوق الألمان بتكتيكاتهم الجيدة، وليس بتصاميم متفوقة.
في حين أرست هذه الحملات دعائم تكتيكات القتال بالدروع، فإن الحرب العالمية الثانية أدت إلى نقلة نوعية أيضا من ناحية التصميم الهندسي للدبابات، ولما كان من متطلبات تلك المرحلة، فقد زودت الغالبية الكبرى من الدبابات الألمانية، البريطانية، الأمريكية، والسوفياتية بأجهزة الراديو اللاسلكية، وإن على مستويات مختلفة من الكفاءة، لتتحسن بذلك الاتصالات الميدانية وتتيح المجال لمرونة القيادة والسيطرة، وتوجيه الوحدات المدرعة وضمان التنسيق معها وفيما بينها. كذلك تطورت أنظمة التعليق، فاستبدلت نوابض امتصاص الصدمات التقليدية بوسائل أحدث كقضبان اللي، بالإضافة إلى نظام «كرستي» للتعليق، فأصبح في مقدور الدبابات الوصول إلى سرعات عالية نسبيا وخارج الطرق، والتحرك بشكل مريح أكثر فوق الأراضي الوعرة، دون تعريض طواقمها لاهتزازات عنيفة تؤدي إلى إصابتهم.
أما لجهة التسليح والدروع فقد نمت بشكل مطرد خلال سنوات الحرب، وظهر جيل جديد من الدبابات المتفوقة، ولعل من أبرزها دبابة «كي.في.1» السوفياتية، بزنة 45 طنا، ومسلحة بمدفع قوي من عيار 76.2 ملم، ومن الجدير بالذكر الإشارة إلى حادثة كمين «كراسنوجفارديسك (غاتشينا)» قرب مدينة «لينينغراد»، يوم 14 آب 1941، عندما اعترضت قوة صغيرة من 5 دبابات «كي.في.1» بقيادة الملازم «كولوبانوف» طلائع الفرقة الثامنة الألمانية المدرعة، وخلال اشتباك استمر لمدة نصف ساعة تم تدمير 43 دبابة ألمانية، كانت في معظمها من طراز بانزر-2 المسلحة بمدفع من عيار 20 ملم، إلى جانب عدد قليل من طراز بانزر-3 بمدفع من عيار 37 ملم، لا تضاهي تلك السوفييتية، لقد أحصى الملازم عدد 135 طلقة أصابت دبابته لم تنجح أي منها في اختراقها.
وقد جائت تصاميم الدبابات الألمانية الأحدث مثل الـ «بانثر» بزنة 44.8 طنا وبمدفع من عيار 75 ملم، ووصلت سماكة دروعها إلى 120 ملم، وتلتها التايغر-1 و«تايغر-2» التي فاق وزنها 69 طنا، وبلغ سمك تدريعها 180 ملم في المقدمة، وتم تسليحها بالمدفع الشهير من عيار 88 ملم، كما برزت الدبابة تي-34 السوفياتية والتي شكلت علامة فارقة في تصميم الدروع حيث ركز فيها المهندسون السوفيات على الدروع المائلة، فزادت فعالية حمايتها بشكل ملحوظ، دون زيادة وزنها والتضحية بقدراتها الحركية، فتمتعت بسرعة عالية، وتسليح قوي، فكانت من أنجح دبابات تلك الحقبة.

### ما بعد الحرب: نزاعات إقليمية وميادين اختبار.

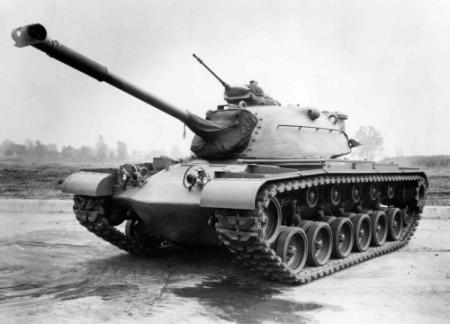
دبابة أمريكية من طراز "إم-48 آي1".

في الفترة التي تلت نهاية الحرب العالمية الثانية، عرف العالم العديد من النزاعات العسكرية المسلحة، وفي ظل ما عرف بالحرب الباردة، وقعت عدة حروب إقليمية شكلت ميادين اختبار جيدة لقسم واسع من الأسلحة، لا سيما الدبابة، ابتداء بالحرب الكورية، مرورا بحرب فيتنام، والحرب السوفياتية – الأفغانية، وصولا لحروب الخليج المتتالية. كما شاركت الدبابات بكافة الحروب العربية – الإسرائيلية منذ العام 1948، ولربما كان مسرح الشرق الأوسط من أبرز ميادين اختبار الدبابة إن لم يكن أهمها على الإطلاق حتى وقتنا الحالي.

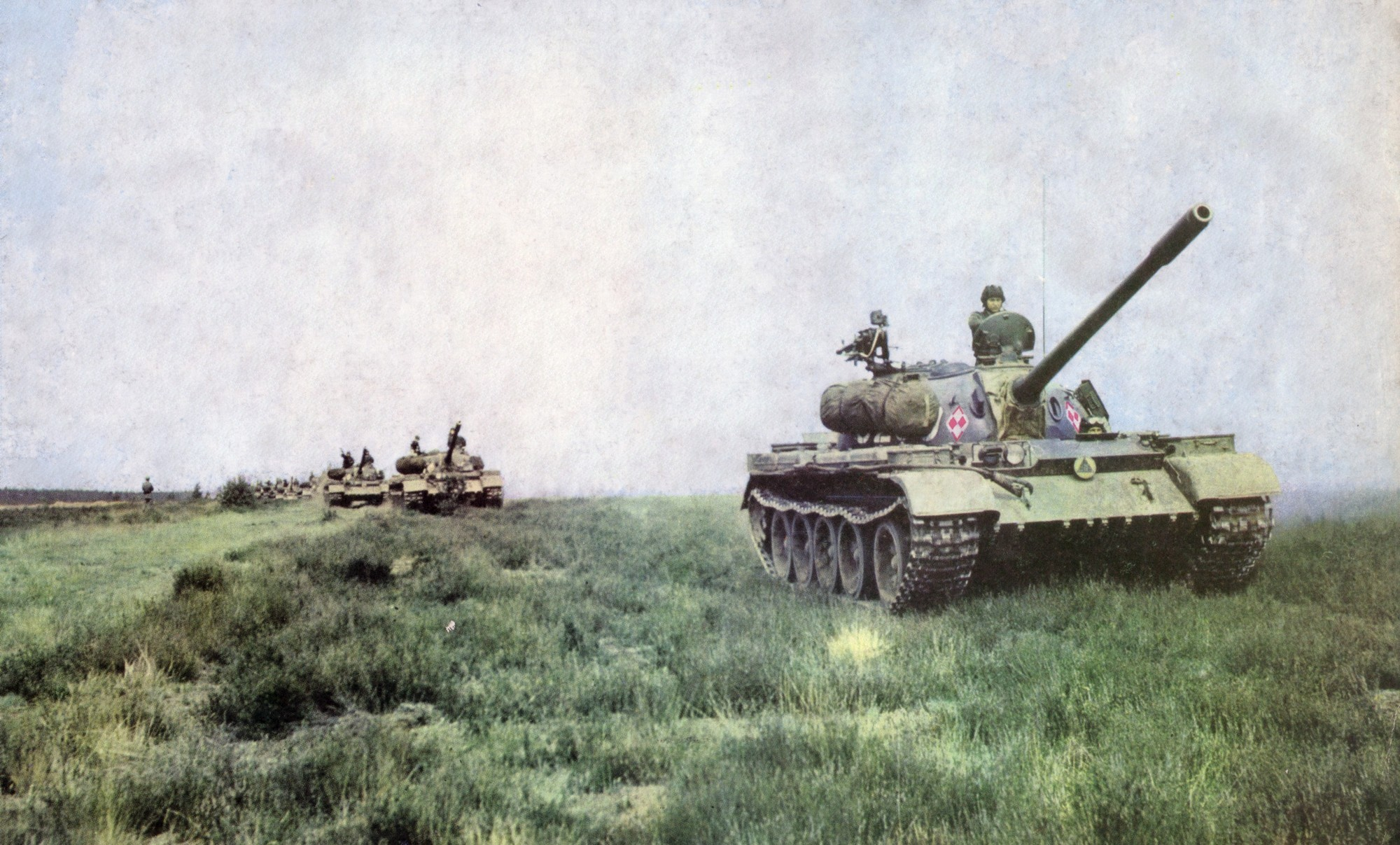
سرية بولندية من دبابات تي-55 خلال تمرينات لقوات حلف وارسو.

واصل السوفيات نهجهم السابق في المرحلة التي تلت نهاية الحرب العالمية، فصمموا دبابات على نسق الـ تي-34، فكانت الدبابتين تي-54 وتي-55 تطويرا آخر لتلك السالفة الذكر، حافظت على تصميم الهيكل المنخفض، وقدر عال من القدرات الحركية، كما اعتمدت دروعا مائلة، وسلحت بالمدفع الواسع الانتشار طراز «دي-10تي» من عيار 100 ملم وفاق ما أنتج منها 86 ألف دبابة، دخلت الخدمة لدى الجيش السوفياتي، وقوات دول حلف وارسو إلى جانب عدد كبير من الدول التي اعتمدت على مصادر الكتلة الشرقية. قابلها في الغرب دبابات السنتوريون البريطانية، و«إم-48» الأمريكية و«ليوبارد-1» الألمانية، بمدافع من عيار 105 ملم، إلا أنها كانت أثقل من مثيلاتها الشرقية. ثم استبدلت تلك الدبابات بجيل آخر تمثل بدبابات «تي-62» السوفياتية المسلحة بمدفع من عيار 115 ملم، ودبابة «إم-60 باتون» الأمريكية، وتشيفتين البريطانية، قبل الوصول لدبابات مثل تي-64، تي-72، «تي-80» في الشرق، وفي الغرب ظهرت دبابات مثل تشالنجر 1 البريطانية، «ليوبارد-2» الألمانية، «لوكلير» الفرنسية، و«إم-1 أبرامز» الأمريكية، وتراوحت أعيرة مدافع هذا الجيل ما بين 120 و 125 ملم، واكبتها أنظمة جديدة وإلكترونيات أكثر تطورا، كما بذلت الجهود لإعطاء الدبابات قدرات القتال الليلي، ووسائل تهديف مدعومة بالحواسيب.

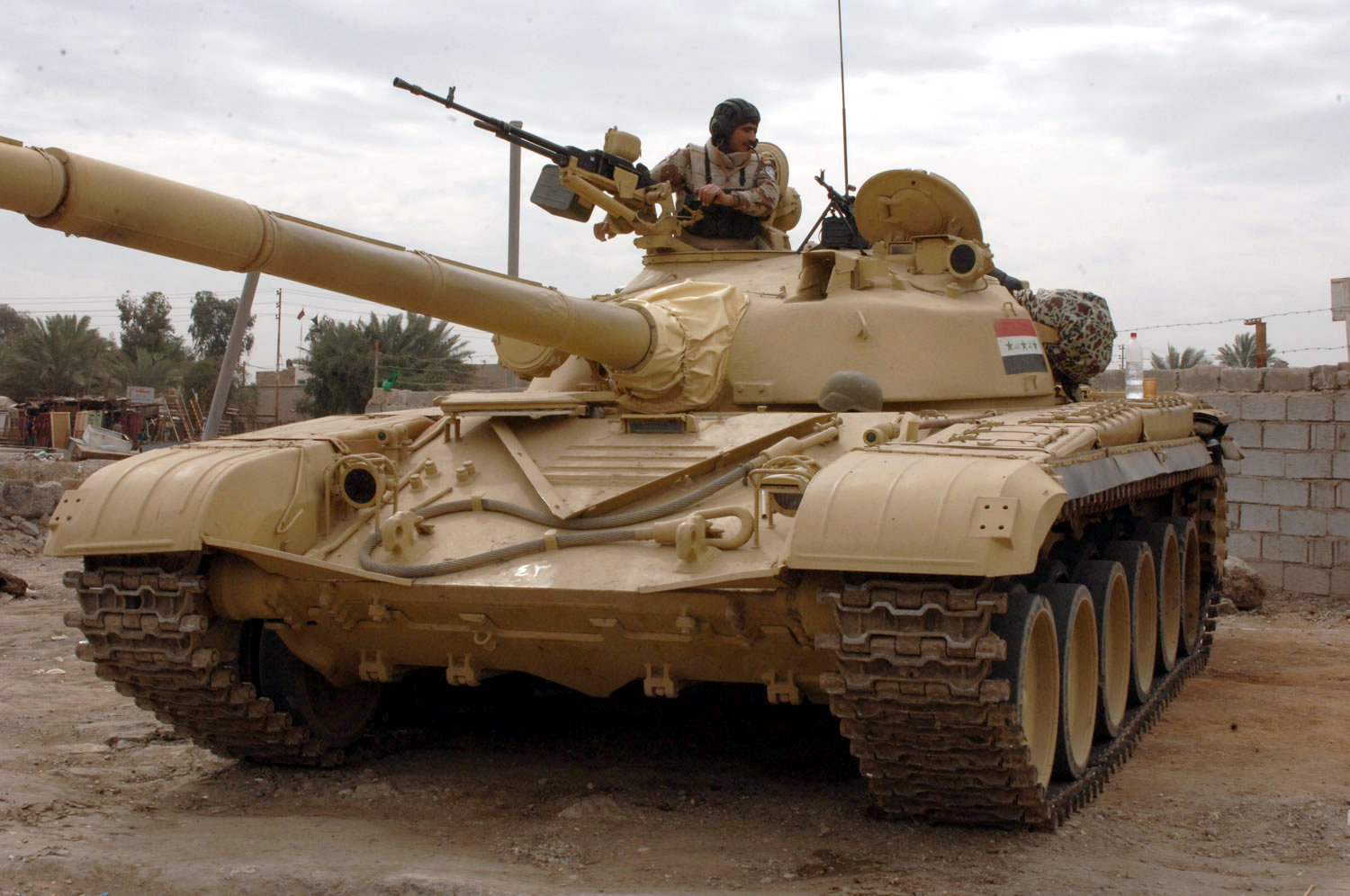
دبابة من طراز تي-72 تابعة للجيش العراقي.

جائت أزمة السويس عام 1956، وتلتها حرب حزيران عام 1967، لتكرس دور الدبابة في المعارك، إلا أن حرب أكتوبر عام 1973، شكلت صدمة لمصممي الدبابات، وأثرت تأثيرا عميقا في تطورها لدى كل من المعسكرين، فلقد عكس تقدم الأسلحة المضادة للدروع نتائج كارثية على مسيرة الدبابات، حيث نشر كل من الجيشين المصري والسوري أعدادا كبيرة من الأسلحة المضادة للدبابات، والمحمولة من قبل المشاة، من القذائف الصاروخية مثل الـ«آر.بي.جي.7» أو الصواريخ الجديدة الموجهة سلكيا من طراز «آي.تي.3 ساغر»، كبدت الدروع الإسرائيلية خسائر جسيمة فاقت الـ 400 دبابة في الأيام الثلاثة الأولى للحرب، فعمد الإسرائيليون بعد ذلك لنشر صواريخ أمريكية جديدة من طراز بي جي ام-71 تاو، وبنفس الأسلوب تمكنوا من تدمير أعداد كبيرة من الدبابات، خاصة يوم 14 تشرين 1973 خلال تطوير الهجوم المصري، بلغت حوالي 264 دبابة، كذالك كانت الحال في معركة «كفر ناسج» في مرتفعات الجولان.
ونشرت الدروع الردية للدبابات خلال حرب لبنان صيف العام 1982، قبل أن تأتي حرب الخليج الثانية، لتظهر مدى أهمية توفير أنظمة الرؤية الليلية المتقدمة عدا عن أنظمة التصويب وإدارة النيران، حيث تمكنت الدبابات البريطانية والأمريكية من رصد واستهداف الدبابات العراقية ليلا من مسافات بعيدة قاربت الـ5000 متر في بعض الأحيان، دون إتاحة الفرصة للأخيرة للقيام بنفس الشيء، نتيجة لعدم التكافؤ بين مستويات أنظمتها التقانية.

## التصميم العام
تطورت الدبابات كثيرا عما كانت عليه منذ نشوئها في مطلع القرن العشرين، ولكن عند المقارنة ما بين الدبابات على مر عقود القرن الماضي، نرى أن أوزانها، سماكة دروعها، وأحجام مدافعها، قد تزايدت بشكل كبير حتى نهاية الحرب العالمية الثانية، وعلى نقيض ذلك نجدها لم تتغير كثيرا من حيث هذه النواحي منذ مرحلة ما بعد الحرب وحتى وقتنا الراهن. لقد كان تطوير الدبابات المعاصرة نوعيا أكثر مما كان كميا. وبقيت عوامل ثلاثة رئيسية تحكم مستوى رقي الدبابة، ألا وهي القدرة النارية، القدرات الحركية، والحماية، وحيث أنه من الصعب بمكان، الوصول إلى كمال توفير هذه العناصر مجتمعة، فقد تواصلت عملية الموازنة ما بينها والتركيز على ما يناسب منها المذاهب العسكرية المعتمدة من قبل تلك الدول المصنعة للدبابات على اختلاف ظروفها واستراتيجياتها.
عنت القدرة النارية، تأمين كثافة نيران كافية للدبابة لمواجهة دروع العدو، ويتضمن ذلك القدرة على رصد وتعقب واستهداف العدو. أما الحماية فتشمل قدرة الدبابات على تجنب الكشف والرصد المعادي، والقابلية للصمود في وجه نيران الخصم لتجنب التدمير، بينما تنقسم الحركية إلى حركية تكتيكية، مثل قدرتها على عبور الأراضي الوعرة، واجتياز الموانع الرأسية والأفقية والمائية، وحركية إستراتيجية تتضمن قابلية الدروع للنقل بوسائل النقل البري والبحري والجوي نحو ساحات العمليات البعيدة.
لقد وجدت فئات متعددة من الدبابات عبر تاريخها، إنما تبقى الدبابات المعاصرة تنقسم إلى فئتين أساسيتين وهي دبابات القتال الرئيسية وفئة الدبابات الخفيفة. دبابات القتال الرئيسية تتراوح أوزانها ما بين 45 و 70 طناً، بينما الخفيفة فتقل أوزانها عن الـ 30 طناً، وتخصص لوحدات الاستطلاع المدرعة، وبرزت تصاميم كثيرة للدبابات، منها دبابات متعددة الأبراج والتي لم تدم لما بعد الحرب العالمية الثانية، وأخرى بلا أبراج. كما يجب التنويه بأن هنالك دوماً أنواع من الدبابات المتخصصة، كدبابات القيادة وهي دبابات تخصص لآمري الفصائل أو السرايا المدرعة، وتكون مجهزة بمعدات الاتصالات وأنظمة القيادة والسيطرة بشكل مناسب أكثر للقادة، وهناك الدبابات الكاسحة للألغام المجهزة بمداحل أو مجارف أمامية لفتح ممرات عبر حقول الألغام، كما توجد الدبابات الناصبة للجسور، والدبابات قاذفة اللهب وغيرها.

## القدرة النارية

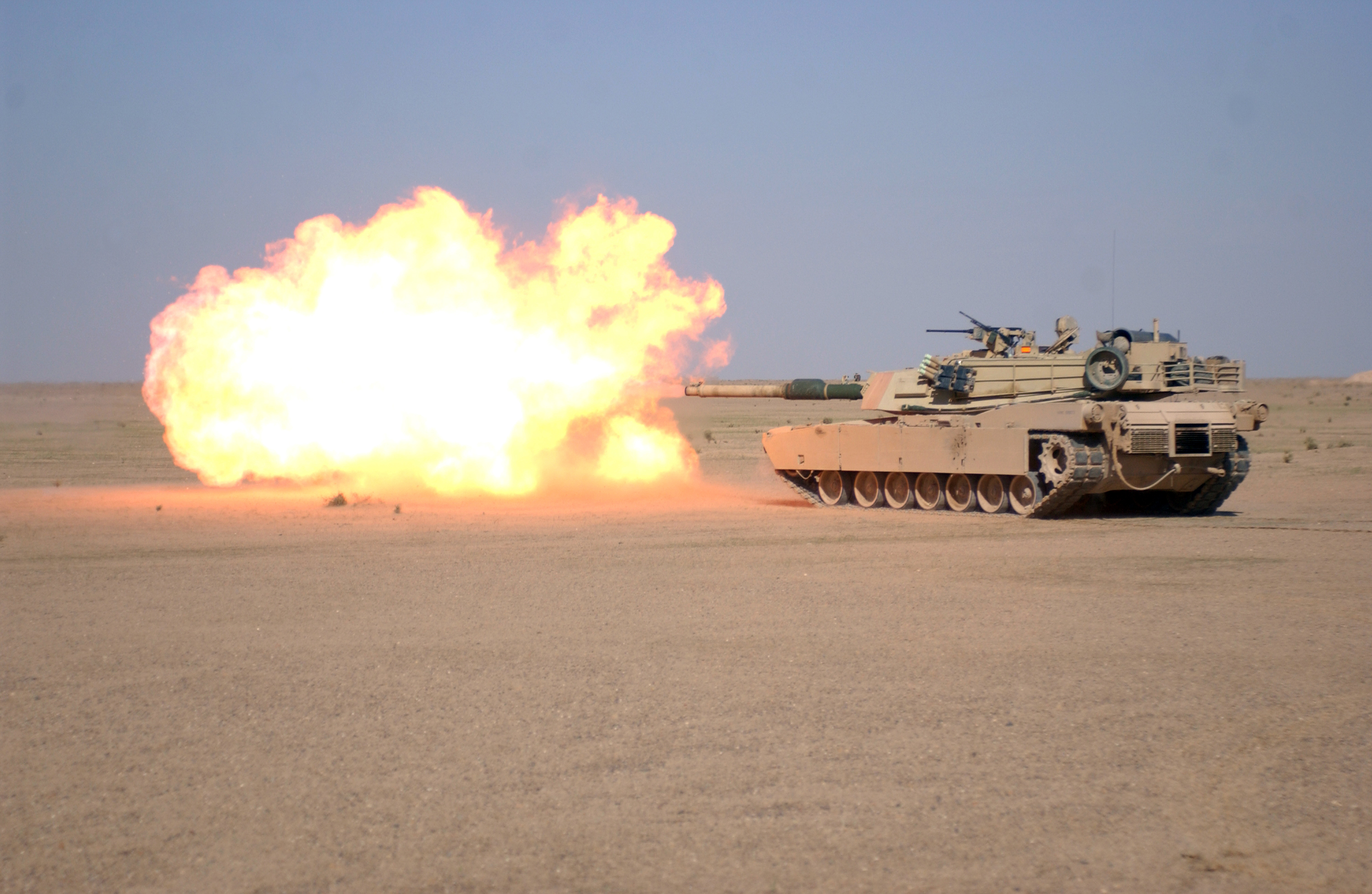
دبابة "إم-1 أبرامز" تابعة لمشاة البحرية الأمريكية تطلق النار من مدفعها عيار 120 ملم خلال مناورات بالذخيرة الحية في الصحراء العراقية مطلع العام 2005.

القدرة النارية للدبابات، تتحدد بمدى قدرة الدبابة على رصد، استهداف، وتدمير أهداف متعددة وبسرعة كافية في ساحة المعركة، فيجب أن يكون لها تسليح قادر على تدمير الهدف، وذخائر تناسب طبيعة كل هدف محتمل بالإضافة لأنظمة تهديف وإدارة نيران ملائمة لساحات القتال الحديثة.

### التسليح.

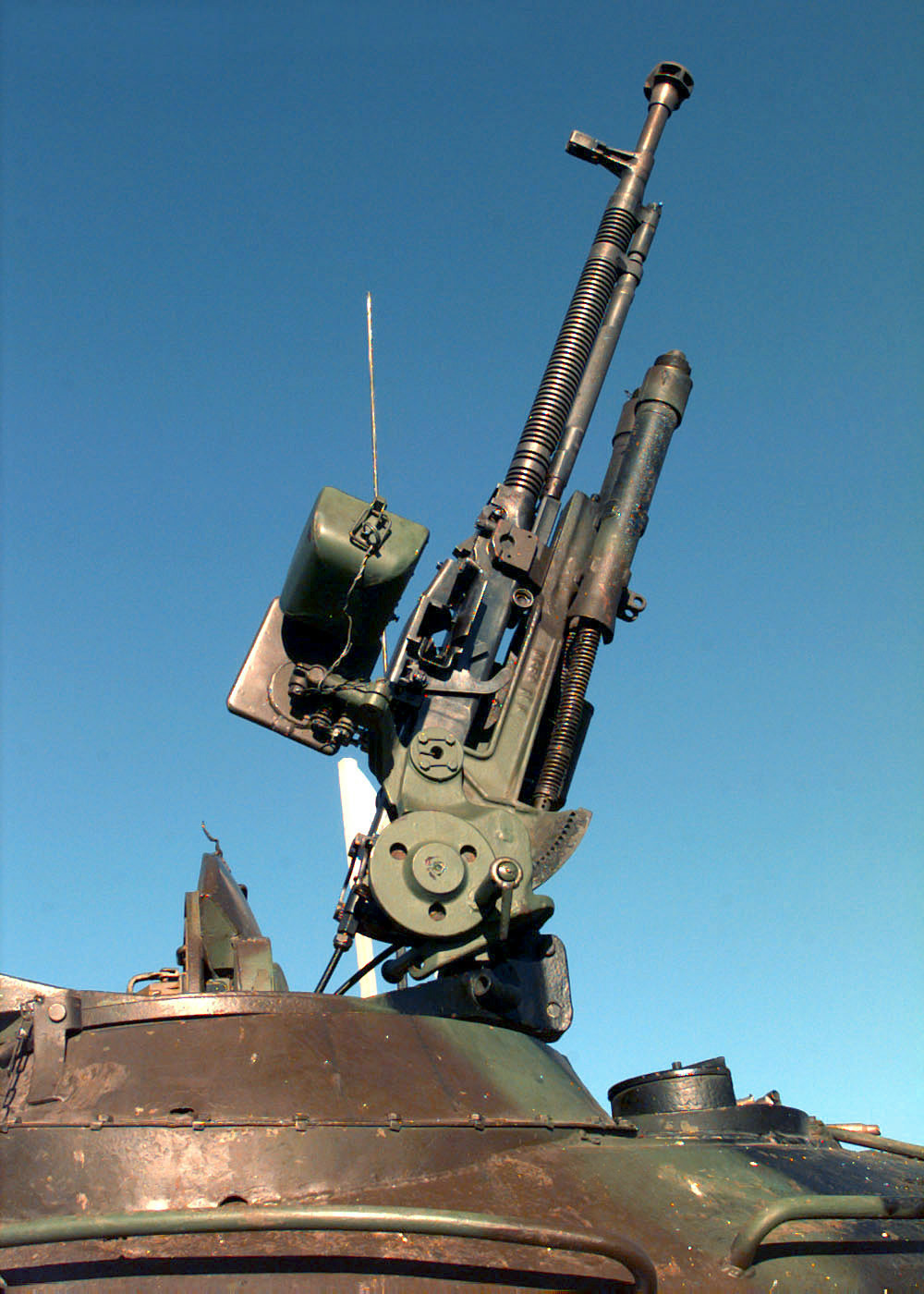
رشاش دوشكا عيار 12.7 ملم المضاد للطائرات على كوة القائد بدبابة «تي-55» السوفياتية، يلاحظ قدرة السلاح الثانوي على تغطية زوايا مرتفعة لا يصلها المدفع الرئيسي، مما يكسبه أهمية خاصة في المناطق الجبلية وحرب المدن.

الدبابات الحديثة مزودة بمدافع كبيرة العيار كتسليح رئيسي، وتعتبر المدافع من عيار 120 ملم قياسية بالنسبة للدبابات الغربية، بينما المدافع من عيار 125 ملم هي المعتمدة للدبابات الشرقية. ومنذ نهاية الحرب العالمية الثانية وحتى اليوم لم تتزايد أعيرة مدافع الدبابات كثيراً لاعتبارات فنية عديدة، فإن زيادة حجم المدفع الرئيسي سيتطلب بالضرورة مساحة أكبر من البرج تخصص لآلية المدفع، مما يعني إضعافاً لمتانة دروع مقدمة البرج، ما يؤثر سلباً على مستوى الحماية للدبابة، عدا عن أنه سيزيد قوة الارتداد عند إطلاق النار، وهو عامل آخر يؤثر على ثبات الدبابة وقدرتها على الاشتباك بالنيران أثناء حركتها.
معظم مدافع الدبابات منذ بدايات القرن الماضي وإلى سبيعنياته، اعتمدت سبطاناتٍ محلزنة، لكنها تراجعت كثيرا مع انتشار المدافع ذات السبطانة الملساء. تأمن السبطانة المحلزنة دوراناً للقذيفة حول محورها أثناء طيرانها نحو الهدف مما يعطيها ثباتاً أكبر في مسارها كنتيجة مباشرة للحركة المغزلية، ويساهم في إطالة مدى الرماية. أما السبطانة الملساء فهي التقانة الأوسع انتشارا وتكاد تكون الوحيدة في الإنتاج في الوقت الراهن، فقد حلت بشكل سريع على معظم الدبابات السوفياتية التي دخلت الخدمة العملانية خلال فترة السبعينيات، مثل الدبابة «تي-64» والدبابة «تي-72» بمدفعها القوي من طراز «2آيه.46إم»، قبل حلولها أيضاً على الدبابات الغربية كمدفع «رينمتال-120» المستخدم على دبابة «إم-1 أبرامز» الأمريكية. إن السبطانة الملساء تبقي القذيفة نظيفة من ناحية ديناميكيتها الهوائية خلال عبورها للسبطانة، مما يسهل أكثر الوصول لسرعة فوهة عالية جداً تزيد على 1700 م/ث في عدة تصاميم.

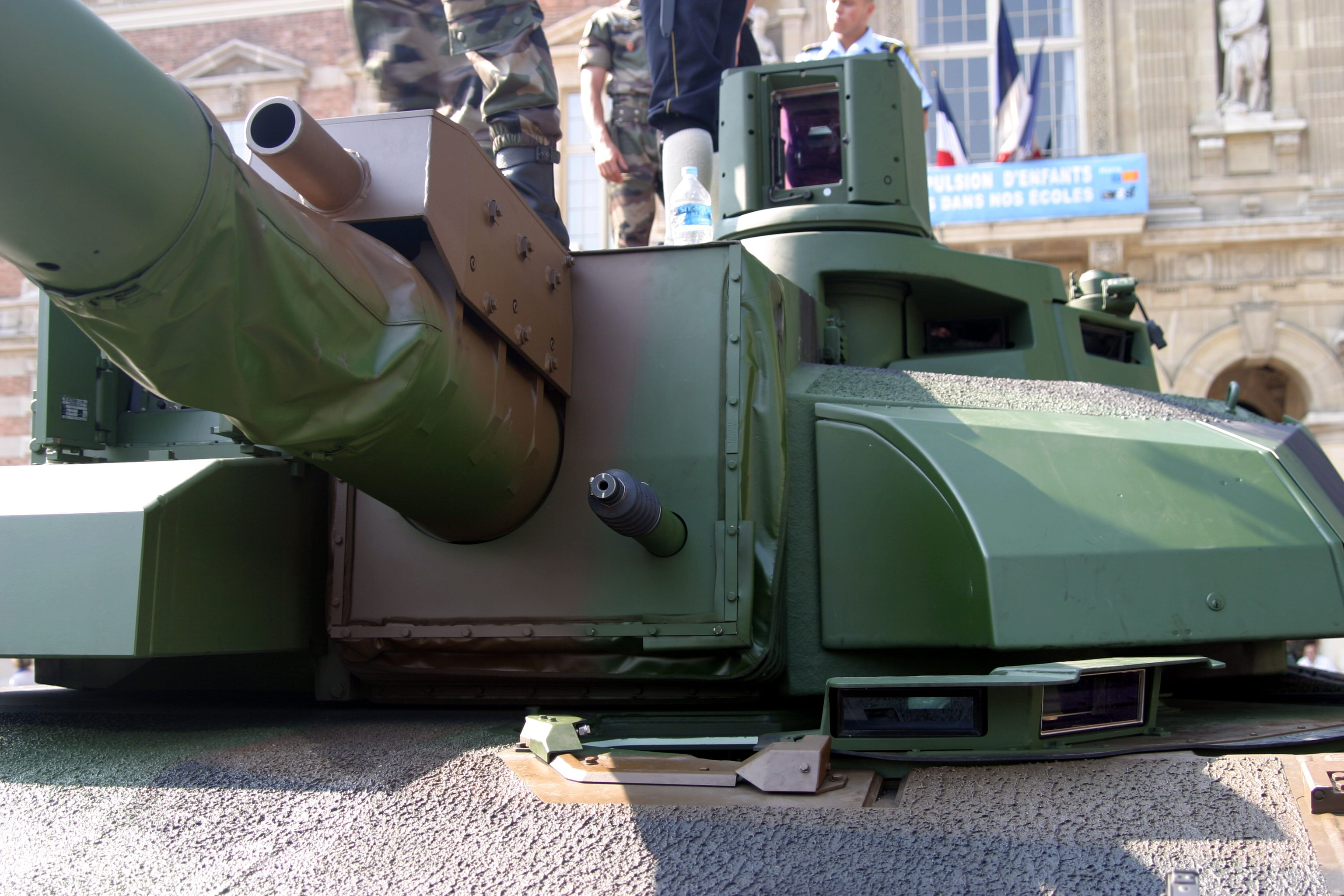
صورة مقربة لمقدمة برج الدبابة الفرنسية "لوكلير" ويظهر بوضوح الرشاش المحوري عيار 7.62 ملم إلى أسفل يمين المدفع الرئيسي، ويسمى رشاشا محوريا كونه مثبت على محور مواز لمحور السلاح الرئيسي.

لمدافع الدبابات الحديثة عدة مميزاتٍ فنية، فهي تزود غالباً بطبقةٍ عازلة حرارياً، فعلى سبيل المثال قد تؤدي الأمطار أو تراكم الثلوج على الجزء العلوي من السبطانة إلى هبوط درجة حرارته بشكل أسرع من القسم السفلي، أو قد يؤدي هبوب الرياح من جهةٍ ما لنتيجةٍ مشابهة، ما يسبب انحناءاتٍ ميكرووية في السبطانة تؤثر بدورها سلباً على دقة مسار القذائف وبشكلٍ ملحوظ على المديات البعيدة. وتحتوي السبطانات على أسطوانات تصريف الغازات، وهي أسطوانات مدمجة فيها وظيفتها طرد الغازات المتولدة عن احتراق الشحنات الدافعة للقذائف للخارج وبعيداً عن الطاقم. كما تجهز آلية هذه المدافع بمخمدات ارتداد متطورة لتقليص تأثيرات ارتداد السلاح عند إطلاق النار، وبعض المدافع لها ملقم آلي أو نصف آلي يزيد من معدلات الرماية.
وللدبابات تسليح ثانوي، وهو تسليح مساند، فمن المعتاد وجود رشاشات متوسطة من عيار 7.62 ملم كرشاشات محورية بجانب المدفع الرئيسي تستعمل ضد مشاة العدو، أو عرباته الخفيفة التصفيح وغيرها من الأهداف الرخوة، حينما يكون استخدام السلاح الرئيسي يمثل إهداراً للقوة. كذلك للدبابات تسليح ثانوي مضاد للطائرات غالباً ما يكون عبارة عن مدفع آلي من عيار 12.7 ملم نراه بوضوح فوق كوة قائد الدبابة على مختلف الدبابات الشرقية والغربية على السواء، كما من الممكن أن تزود الدبابات بأسلحة أخرى كقاذفات اللهب أو قاذفات الرمانات الآلية.

### الذخائر
تستخدم الدبابات تشكيلة من الذخائر لمدافعها الرئيسية، وتعتبر الذخيرة الأحادية الكتلة (أي التي تكون فيها مكونات القذيفة في قطعة واحدة) قياسية على الدبابات الغربية. أما الدبابات الشرقية فتستخدم ذخيرة متجزئة (حيث تكون أجزاء الذخيرة مجزئة قبل تلقيمها في المدفع لثلاثة أجزاء وهي المقذوف والشحنة الدافعة وبادئ الاحتراق) شبيهة بتصميم ذخائر مدفعية الميدان. لقذائف الدبابات فئات عديدة تختلف بتصاميمها وفعاليتها حسب نوع الهدف.

قذيفة خارقة للدروع نابذة للكعب مثبتة بزعانف، ويظهر فيها المقذوف مع الكعب المحيط به وبدون الشحنة الدافعة.

ومن أهم فئات ذخائر الدبابات: القذائف المنسحقة، القذائف الشديدة الانفجار المضادة للدبابات، والقذائف الخارقة للدروع النابذة للكعب. القذائف المنسحقة هي نوع من القذائف التي تصمم بغلاف معدني رقيق عموما حول شحنة من المتفجرات البلاستيكية، مع صاهر مؤخر في قاعدة المقذوف، مما يجعلها تنسحق على شكل قرص بمساحة كبيرة عند الارتطام بسطح الهدف قبل أنفجارها، وعندئذ تولد موجات ارتجاجية عبر دروع الدبابة كافية للتسبب بتشظي معدن الجدار الداخلي وإصابة طاقمها دون اختراقها، وهذا النوع من القذائف أصبح متقادما ولكنها تبقى فعالة جدا عند استعمالها ضد أفراد العدو المتحصنين خلف الجدران الخرسانية.
القذائف الشديدة الانفجار المضادة للدبابات، هي نوع من الذخائر مزودة برأس حربية ذات شحنة جوفاء، بمعنى أن الرأس الحربية مشكلة مسبقا بشكل هندسي، وتولد شحنتها الشديدة الانفجار درجات حرارة مرتفعة جدا يمكن أن تتجاوز 2000 أو 3000 درجة مئوية، كافية لصهر معدن دروع الهدف، بينما يتسبب شكلها الهندسي بتوجيه نفث هذا المزيج المنصهر عميقا عبر الدرع. ونظراً لآلية عمل هذا النوع من المقذوفات فإن فعاليتها لا تتأثر بمدى الرماية كونها تعتمد على الحرارة لا على السرعة لتدمير الهدف، ما يزيد من مداها الفعال.

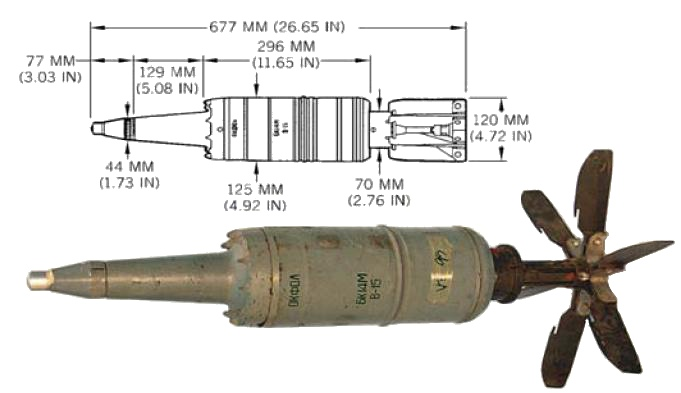
القذيفة السوفياتية "بي.كيه-14إم" من عيار 125 ملم ذات الحشوة الجوفاء.

أما القذيفة الخارقة للدروع النابذة للكعب، فلها الشعبية الأوسع لدى طواقم الدبابات، حيث أنهم يعتبرونها الأكثر فاعلية في مواجهة الدروع المعادية الحديثة. إن هذه القذيفة لها عيار صغير مقارنة بعيار سبطانة المدفع الذي يطلقها، فهي تتكون من سهم مصنوع من سبائك معدنية عالية الصلابة كالتنغستن أو اليورانوم المنضب، يتراوح قطره بين 30 إلى 40 ملم عموماً، ويحيط به الكعب الذي يثبته عبر السبطانة التي تكون بعيار قد يصل إلى 125 ملم، وهكذا فإن الشحنة الدافعة الكبيرة تركز طاقة هائلة لدفع مقذوف أصغر بكثير من الأنواع الأخرى، وينفصل الكعب فور مغادرة القذيفة للفوهة، محرراً السهم المنطلق بسرعة عالية. مما يقودنا بالتالي لاستنتاج أن هذا النوع من الذخائر يعتمد على السرعة كعامل رئيسي، ولذلك تعرف بمقذوفات الطاقة الحركية.
بعض الدبابات الحديثة، وخاصة سلسلة الدبابات السوفياتية سابقاً أو الروسية حالياً مثل الـ تي-64، تي-72، «تي-80»، وتي-90 على سبيل المثال لها القدرة على إطلاق صواريخ مضادة للدبابات موجهة ليزرياً من مدافعها الرئيسية مثل صاروخ «آيه.تي-8 سونغستر». كما أن هنالك بعض الأنواع المتخصصة من القذائف المضادة للأفراد.

### إدارة النيران

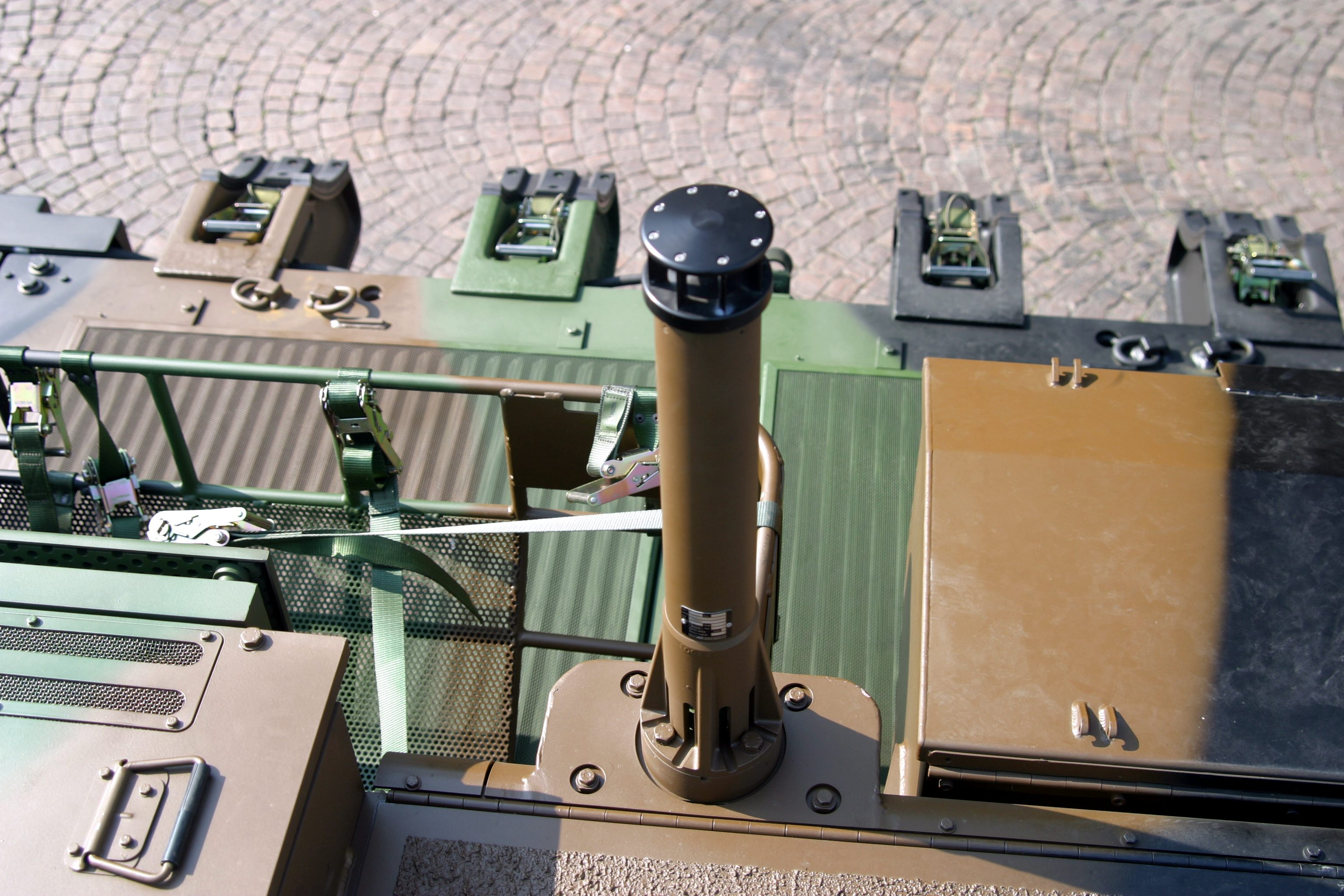
مجس سرعة واتجاه الرياح كما نراه منصوباً على البرج.

الدبابات في مراحل بداية تاريخها، اعتمدت على أنظمة بدائية للتهديف، فكان تصويب مدافعها يتم بطريقة يدوية، أي باستعمال عجلات تدار يدوياً لتحريك مجموعة من التروس والمسننات، وبمساعدة مناظير مقربة (تلسكوبية) ذات الخطوط المتصالبة وفيها أيضاً علامات التدريج الستاديامترية لتساعد بتقدير المدى، والتي استبدلت لاحقاً بمقدرات المدى التطابقية (السيتروسكوبية). شكلت هذه الوسائل أساس أنظمة التهديف في الدبابات إلى ما بعد الحرب العالمية الثانية وحتى فترة السبعينيات، ومثالاً على ذلك نجد الدبابة السوفياتية «تي-55» أو الأمريكية «إم-48 باتون» استخدمت كغيرها أنظمة مشابهة للتي ذكرت آنفا.لكن ومنذ أواسط السبعينات بدأت مرحلة جديدة، وذلك بدخول جيل أحدث من الدبابات في الخدمة لدى مختلف الجيوش حول العالم، مثل «تي-64» و«تي-72» الشرقية، أو «إم-1 أبرامز» و«ليوبارد-2» في الغرب.
في الدبابة المعاصرة يقوم حاسب الرمي الباليستي بجمع المعطيات المدخلة إليه من عدة أجهزة ومجسات ليجري عملياته الحسابية ومن ثم يستخرج حسابات الرماية وتصويب السلاح. ولتنفيذ ذلك يأخذ الحاسوب قياسات سرعة واتجاه الرياح من مجس الرياح المنصوب على سطح البرج، قراءات درجة حرارة السبطانة من مجس حرارتها، وقراءات مرجع الفوهة ليحدد مدى انحناء السبطانة، معطيات فئة العتاد المجهز للرمي والتي يدخلها مدفعي الدبابة، مدى وسرعة وسمت ووجهة الهدف والتي يحددها مقدر المدى الليزري بعد أخذ علامتين للهدف على الأقل، كما يأخذ قياسات وضعية، سرعة، ووجهة المركبة من الجيروسكوب ووسائل أخرى. وهكذا يستخرج حاسب الرماية معادلات الرمي في أجزاء من الثانية، ويقوم بتصويب السلاح الرئيسي بشكل يضمن مستوىً عالٍ من دقة الإصابة، أي أنه يصوب المدفع بزاوية ارتفاع وسمت يؤدي لسقوط القذيفة في النقطة التي يسدد إليها الرامي آنياً. ولا بد لنا من الإشارة إلى خاصية تثبيت المدفع عمودياً وأفقياً، إذ يمكن للمدفعي اختيار نقطة ما، وجعل المدفع مثبتاً نحوها بغض النظر عن حركة الدبابة، فلو انعطفت الدبابة بأي اتجاه، أو لو سلكت طريقاً وعرة تجعلها تصعد وتهبط وتتمايل بسرعة، فإن المدفع يبقى دوماً مصوباً نحو هدفه، وذلك بفضل حاسب الرماية الذي يصححه بمعدل أجزاء الألف من الثانية أو أكثر، وهو ما يكسب الدبابات القدرة على الرماية خلال المناورة بالحركة.

## الحماية
إن حماية الدبابة تتضمن عدة مستويات من قدرتها التخفي لتجنب الكشف والرصد، ويجب أن يتوفر لها الوسائل الهامدة أو النشطة لإعاقة أسلحة الخصم، كالحماية الدخانية والحرارية، وتدريع يكفل لها البقاء في ساحة المعركة لتنفيذ مهامها أو على الأقل حماية طواقمها.

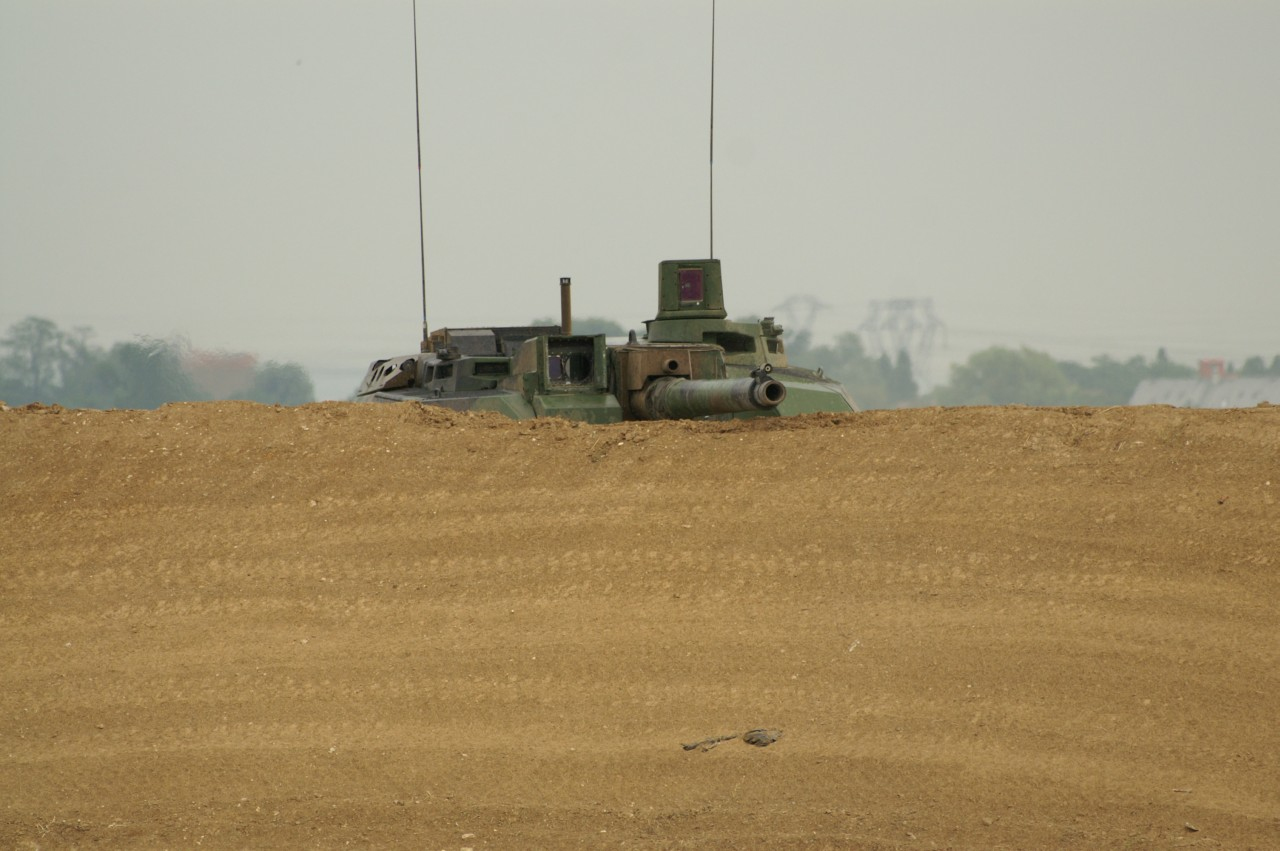
دبابة "لوكلير" الفرنسية في وضعية الهيكل المنخفض، وفي هذه الوضعية لا يظهر من الدبابة إلا البرج ما يصعب رصدها من مسافة بعيدة، وتأمن لها الأرض حماية إضافية. لاحظ أيضاً كيف تظهر بوضوح مناظير التهديف الكهروبصرية والحرارية بجانب المدفع وفوقه.

### التمويه والإخفاء
تراعي الدبابات كغيرها من الأسلحة في الجيوش قواعد الإخفاء والتمويه لتجنب وسائل الكشف والرصد المعادي، وتحاول دوماً التقليل من بصماتها الصوتية والبصرية والحرارية والرادارية. إن الدبابات لها محركات ذات قدرة عالية ولها بصمة صوتية مميزة، فإن الدبابة حتى وهي ثابتة مع محركٍ دائر، يبقى من السهل سماع ضجيج محركها من مسافاتٍ بعيدة، وملاحظة رائحة الديزل في الهواء لعشرات الأمتار. ويمكن للشخص المتمرس الانتباه لصواعد الهواء الساخن فوق الدبابات وإن كانت مختفية خلف السواتر الأرضة والتلال، وكذلك أعمدة الغبار الكثيفة التي تخلفها سراف الدبابات خلال حركتها تعتبر واضحة جداً للعيان، كما تترك ورائها خطوطاً طويلة من الآثار البارزة خاصة في الصحارى، مما يجعلها عرضة للكشف من الطائرات.

ولتقليل البصمة البصرية يكون طلائها ملائماً للبيئة التي تعمل فيها، ليجعل لونها مماثلاً قدر الإمكان للخلفية الطبيعية. إن الدبابات في وضعية الثبات غالباً ما تتمركز في حفر خاصة بها، ويتم تغطيتها بشبكات التمويه التقليدية والحرارية. وتتبع الدبابات خلال القتال تكتيكات الإدراع بالأرض، فيتدرب سائقوا الدبابات على إيجاد المنخفضات الأرضية وإدخال دباباتهم فيها في وضعية الهيكل المنخفض، بحيث لا يظهر منها إلا البرج مما يصعب رصدها ويستفاد من التضاريس في تجنب القذائف المعادية. لكن تظل البصمة الحرارية الأصعب من ناحية إخفائها. إن محركات الدبابات تولد قدراً هائلاً من الانبعاثات الحرارية، تمكن الخصم من رصدها خاصة في الظلام بسهولة كبيرة، حتى أن جسم المركبة المعدني نفسه يمتص كماً كبيراً من الحرارة في ساعات النهار، ولا يبرد هيكل الدبابة بنفس المعدلات كما الأجسام الأخرى في الخلفية الطبيعية، ومع أنك قد لا ترى بالعين المجردة غير السواد الحالك في ليلة مظلمة، إلا أنك سرعان ما تلاحظ بسهولة كيف تظهر لك دبابة معادية في المنظار الحراري مضيئة بشدة من على بعد عدة كيلومترات. ولذلك قد تلجأ طواقم الدبابات لتغطيتها بالشبكات الحرارية عند توقفها لتشتيت انبعاثات الأشعة ما تحت الحمراء قدر المستطاع، كما قد يتم تغطيتها بالطين البارد مثلما فعلت بعض أطقم الدبابات السورية والعراقية في مرتفعات الجولان خلال حرب تشرين عام 1973 م. كما أظهرت حرب الخليج الثانية عام 1991 م قدرة الرادارات المحمولة جواً على كشف الأرتال المدرعة الكبيرة المتحركة، ما حدا بالجيش العراقي لتجنب تحريك دروعه في تشكيلات كبيرة حتى خلال الليل.

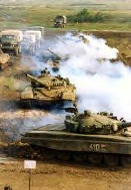
فصيلة دبابات هنغارية من طراز "تي-72" تنفث الدخان بطريقة حقن الوقود عبر العادم.

### الدفاعات السلبية
الدفاعات السلبية للدبابة تشمل وسائل الإخفاء والتمويه أيضاً، كما يمكن أن يعتبر درع الدبابة وسيلة دفاعية سلبية، ولكن تستخدم الدبابات إلى جانب ما ذكر وسائل دفاعية هامدة أخرى. لدى كثير من الدبابات القدرة على حقن رذاذ الوقود مباشرة في عادم المحرك، وباحتراقه تولد هذه الدبابات ذاتياً ستارةً دخانية بيضاء متواصلة تساعدها على التخفي.
كما أن الدبابات كغيرها من المركبات القتالية تزود بعدد من قاذفات الرمانات الدخانية، وهي عبارة عن أنابيب تحتوي على رمانات تشكل عند إطلاقها ستارة كثيفة من الدخان الأبيض أو الأسود أمام الدبابة غالباً وخلال ثانية واحدة أو اثنتين، ما يمكن الدبابة من الانسحاب بسرعة أو التخلص من الاشتباك. إن الستائر الدخانية لا تخفي الدبابة بصرياً فقط، وإنما تحجب الأشعة ما تحت الحمراء وعندما تكون كثيفة بشكل كافٍ فإنها تحد من اختراق أشعة الليزر لها، وهذا ما يتيح للدبابة فرصة التخلص من التتبع الحراري، إلى جانب إعاقة استهدافها بالأسلحة الموجهة ليزرياً.
لقد عمدت طواقم الدبابات العراقية بالخبرة خلال حرب الخليج الأولى مع إيران إلى إطلاق أنواع مطورة ميدانياً من العصائف والشهب الحرارية، بعد ملاحظتهم أثرها في التشويش على أنظمة توجيه الصواريخ الإيرانية من طراز تاو-1 الأمريكية الصنع، ما كان يحرفها عن مسارها. ويذكر أن بعض الدبابات الأحدث مثل «لوكلير» الفرنسية والدبابة الروسية تي-90 لها أنظمة استشعار وحماية آلية دخانية وحرارية، وبإمكانها إطلاق العصائف الحرارية لتضليل الأسلحة الموجهة بالأشعة ما تحت الحمراء، شبيهة بتلك التي تستخدمها الطائرات المقاتلة. كما زودت التي-90 بنظام «شتورا-1» وهو نظام دفاع هامد، يبث موجات كهرومغناطيسية للتشويش على وسائل التهديف النصف آلية الشائعة الاستخدام مع الصواريخ المضادة للدبابات.

### التدريع

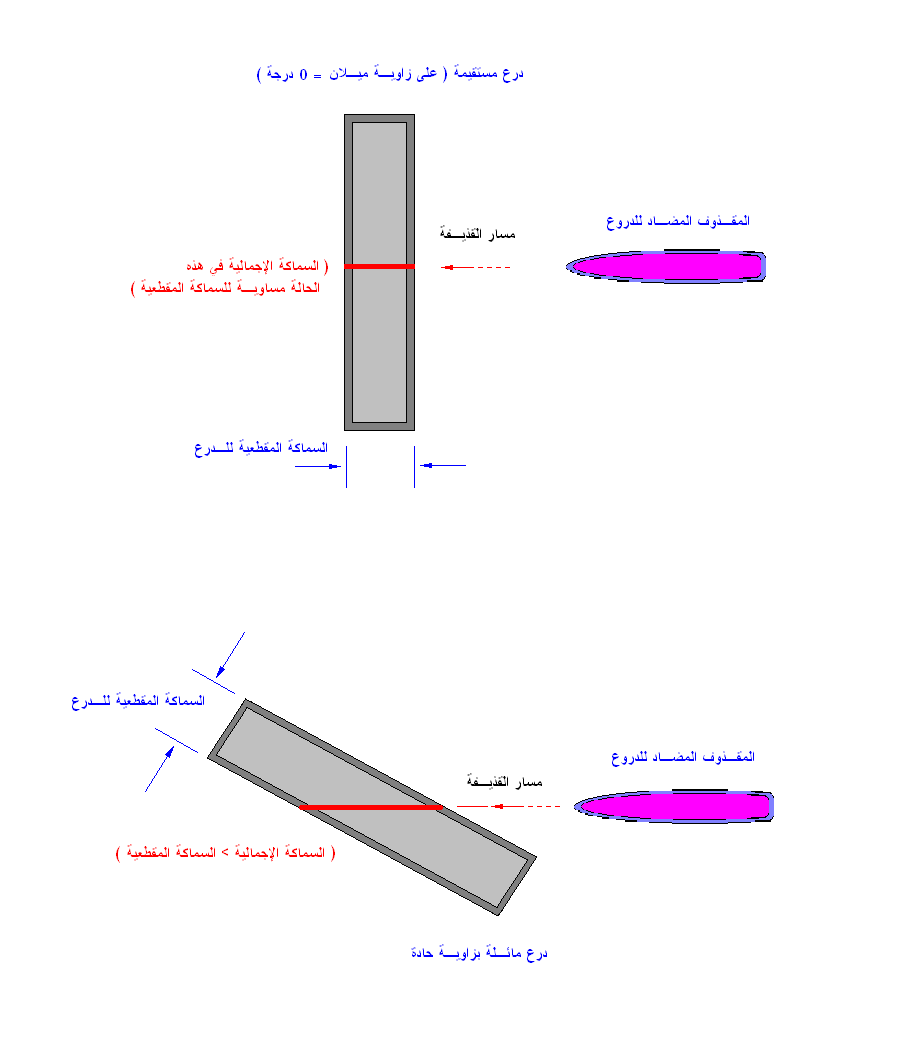
رسم توضيحي للمقارنة بين الدروع المائلة والمستقيمة.

لقد بدأت الدبابات عهدها كمركبات قتالية بأشكال بدائية من الدروع الفولاذية التقليدية، وتزايدت سماكة دروع الدبابات من بضعة مليمترات خلال الحرب العالمية الأولى، إلى أن تجاوزت الـ 200 و300 ملم في نهاية الحرب العالمية الثانية وإلى مطلع السبعينات. لكن زيادة كمية الدروع كانت تحد من القدرات الحركية للدبابة، ووصلت حداً من غير العملي تجاوزه، ومن هنا بدأ المهندسون بالبحث عن وسائل لتحسين فاعلية دروع الدبابة بشكلٍ لا يزيد كثيراً في حجمها ووزنها.
وهكذا شاع استخدام الدروع المائلة، حيث أن الدرع المائل يزيد من المسافة العرضية الواجب على الرؤوس الحربية المعادية قطعها لاختراق دروع الدبابة، ولذلك فعند المقارنة بين درعين من نفس السماكة المقطعية نرى أن الدرع المائل بزاوية 45 درجة على سبيل المثال يأمن زيادة تصل لـ 40% في هذه السماكة الإجمالية مقارنة مع الدرع المستقيم. إن الدرع المائلة لا تزيد فقط من السماكة الإجمالية، ولكنها أيضا وببساطة ترفع من احتمالات نبو القذائف المعادية وانزلاقها عن سطح الدبابة، وخلال الحرب العالمية الثانية أصيب الجنود الألمان بالرعب لرؤيتهم قذائفهم وهي ترتد للأعلى نحو السماء من على سطح الدبابات السوفياتية من طراز تي-34.
ومع انتشار الأسلحة النووية وخاصة بعد ابتكار الأسلحة النيوترونية أصبحت هنالك متطلبات جديدة لدروع الدبابة. إن القنبلة النيوترونية تعتمد على الإشعاع لقتل الكائنات الحية دون تأئيرٍ كبير على المنشئات والمباني، فهي قادرة على رفع درجة الحرارة داخل الدبابة لمئات الدرجات المئوية دون اختراقها، ولذلك بدأ كل من المعسكرين الشرقي والغربي خلال الحرب الباردة، بتبطين دروعهم بطبقة رقيقة من سبائك معدنية تدخل في تكوينها مادة الرصاص، للحد من تسرب الإشعاع لداخل الدبابة. وبظهور القذائف المنسحقة مرحلة ما بعد الحرب، بدأ تزويد دروع الدبابات بطبقة من اللدائن والمواد اللينة، كما زاد استخدام الدروع المفرغة، لتشتيت الموجات الارتجاجية التي تسببها هذه القذائف، والدروع المفرغة هي دروع يترك فيها طبقة أو أكثر من التجاويف الفارغة، تزيد من السماكة الإجمالية دون زيادة الوزن، وبطن الدرع بطبقة لينة أيضا لتمتص الشظايا المتناثرة من الدرع الأساسي نحو الطاقم. لقد أثبت الدرع المفرغ فاعليته في مواجهة القذائف المنسحقة.
شكلت القذائف ذات الحشوة الجوفاء خطورة كبيرة على الدبابات، ومع أن الدروع المائلة والمفرغة ساهمت بزيادة كفائة الدروع، إلا أنها لم تكن كافية، فجاء تطوير الدروع المركبة، وكانت التجربة البريطانية الأبرز مع تطوير دروع تشوبهام المركبة في أواخر الستينيات من القرن الماضي، والتي استخدمت على الدبابة البريطانية تشالنجر-1. والدروع المركبة لا تعتمد بشكل رئيسي في تكوينها على الفولاذ كما في الدروع التقليدية، وإنما تعتمد على مواد ذات خواص حرارية وميكانيكية عالية مثل ألياف الزجاج أو مشتقات السيراميك مثل كربيد السيليكون والكيفلار، وتمتاز هذه المواد بصلابتها العالية بسبب طبيعة تكوين جزيئاتها البلورية، كما أن درجة الانصهار لها مرتفعة كثيراً مقارنة مع الفولاذ، في حين أن كثافتها قليلة فتمتاز بخفة وزنها. إن مشتقات السيراميك تأمن حماية فعالة ضد الشحنة المجوفة والتي تعتمد على الحرارة العالية لهزم الدروع، وإلى حدٍ ما ضد مقذوفات الطاقة الحركية، إلا أن صلابتها العالية وشكل جزيئاتها البلوري، يؤديان إلى تشظيها وتكسرها تماماً كما يفعل الزجاج عند الإصابة، وهو من عيوبها الرئيسية، فيمكن لقذيفةٍ تخترق الدرع أن تتسبب بتهشيم مساحة كبيرة من هذه المواد وبعيداً حتى عن نقطة الارتطام، ولهاذا توزع الدرع المركبة على شكل صفائح مضلعة مربعة، مستطيلة، أو مسدسة، ومدعمة بقالب معدني من سبائك الفولاذ أو الألمنيوم أو التيتانيوم، وتحكم خواصها بجعلها في أشكال هندسية غير منحنية ما يفسر الشكل المضلع للدبابات الغربية الحديثة مثل دبابة ليوبارد-2 الألمانية. وتقريباً فإن كل الدبابات حالياً لها دروع مركبة، كما لبعض الدبابات مثل الـ «إم-1 أبرامز» الأمريكية و«تي-80» الروسية دروع مركبة من اليورانيوم المنضب تزيد من فاعليتها في مواجهة مقذوفات الطاقة الحركية.
وجائت النقلة النوعية الأخرى بتطوير الدروع التفاعلية، فقد أجرى المهندسون السوفيات عدداً من التجارب على نماذج معدلة من دبابة «تي-64» خلال فترة السبعينيات، زودت بدروع قافزة، وهي عبارة عن صفائح معدنية مزودة بمفصلات ونوابض ميكانيكية تدفع هذه الدروع الثانوية للقفز بعيداً عن سطح الدبابة بتحفيز من القذيفة المعادية، وبغرض تشتيت طاقتها قبل الاصطدام بالدروع الرئيسية للدبابة، ولكن هذه النماذج لم تصل لمرحلة الإنتاج وإنما حلت محلها نماذج أخرى من الدروع التفاعلية النشطة والهامدة، مثل دروع «كونتاكت-5» المعاكسة والتي زودت بها الدبابات السوفياتية خلال فترة الثمانينيات وحتى اليوم. إن الدروع التفاعلية النشطة تسمى عادة بالدروع الردية أو المعاكسة، وهي عبارة عن صفائح إضافية تثبت على الهيكل الخارجي للدبابة، وهذه الصفائح مكونة من قوالب معدنية تحتوي على طبقة من المتفجرات، فعند اختراق المقذوف لها تتسبب حرارته وطاقته بانفجارها كردة فعل ما يجعل تأثيره يستهلك قبل وصوله للدرع الرئيسية، وهي فعالة جداً في مواجهة مقذوفات الطاقة الحركية كما ضد القذائف ذات الشحنة الجوفاء، إلا أن انفجار الدروع المعاكسة يولد كمية كبيرة من الشظايا والمتناثرات تحد من إمكانية الدبابات على مواكبة وحدات المشاة الصديقة، والعمل في بيئة الأسلحة المشتركة، ولهذا استخدمت دروع تفاعلية هامدة ضمن تدريع دبابة «لوكلير» الفرنسية، وتعتمد الدرع التفاعلية الهامدة على مواد شبيهة بالمطاط، تتفاعل عند الاختراق مع حرارة المقذوف، فتتمدد بشكل يؤدي لتشويه مسار القذيفة وقد يتسبب بانحنائها، والدروع الهامدة ليست بمستوى فعالية تلك النشطة ولكنها أفضل لسلامة الوحدات الصديقة في الميدان. كما أصبحت الدروع الحديثة وحدية التصميم، أي تكون متجزئة لعدة وحدات، ما يسهل استبدال الأجزاء المعطوبة في الميدان بسرعة كافية دون الحاجة لعمليات القطع واللحام الحرارية والكهربائية التي تستهلك جهداً ووقتاً كبيرين، وتتطلب ورشاً مجهزة لهذا المستوى من عمليات الإصلاح.

### الدفاعات الإيجابية
لقد برزت محاولات كثيرة لرفع مستويات حماية الدبابة، وذهب بعض المصممين بعيداً نحو تطوير وسائل الدفاع الإيجابي للدبابات، ولم يكتفوا بتطوير الدروع والدفاعات السلبية. ويعتبر نظام «دروزد» السوفياتي للدفاع النشط، الأول من نوعه في تاريخ الدبابات، ونشر على عدد من الدبابات السوفياتية خلال حرب أفغانستان فترة الثمانينيات بنجاح كبير حسب المصادر السوفياتية نفسها، قبل أن يتم استبداله بنظام «أرينا» مطلع التسعينيات. وهذين النظامين مثالٌ واضح على أنظمة الدفاع النشطة للمدرعات، ويرتكز تصميمها على رادار دوبلري صغير مثبت على سطح الدبابة، يعمل على الموجة القصيرة، ويقوم برصد وتتبع الصواريخ المقتربة، بينما يقوم حاسب النظام بتحليل المعطيات، واستخراج معادلات الاعتراض، فيستثني الصواريخ التي لا تستهدف الدبابة، ويركز على تلك المستهدفة لها، فيقوم النظام باختيار أحد أنابيبه الخاصة والمثبتة على جوانب البرج، وعند دخول الهدف في مرمى نيران النظام، (وهي دائرة شعاعها بحدود الـ50 م بالنسبة لنظام «أرينا»)، يقوم النظام بإطلاق قذيفة صاروخية صغيرة، لتنفجر وترشق الهدف بمئاتٍ من الكرات المعدنية العنقودية، يؤدي لتفجيره أو لحرفه عن مساره، أو حتى لإعطاب آلية صاهر الرأس الحربية فيه.

### سلامة الطاقم

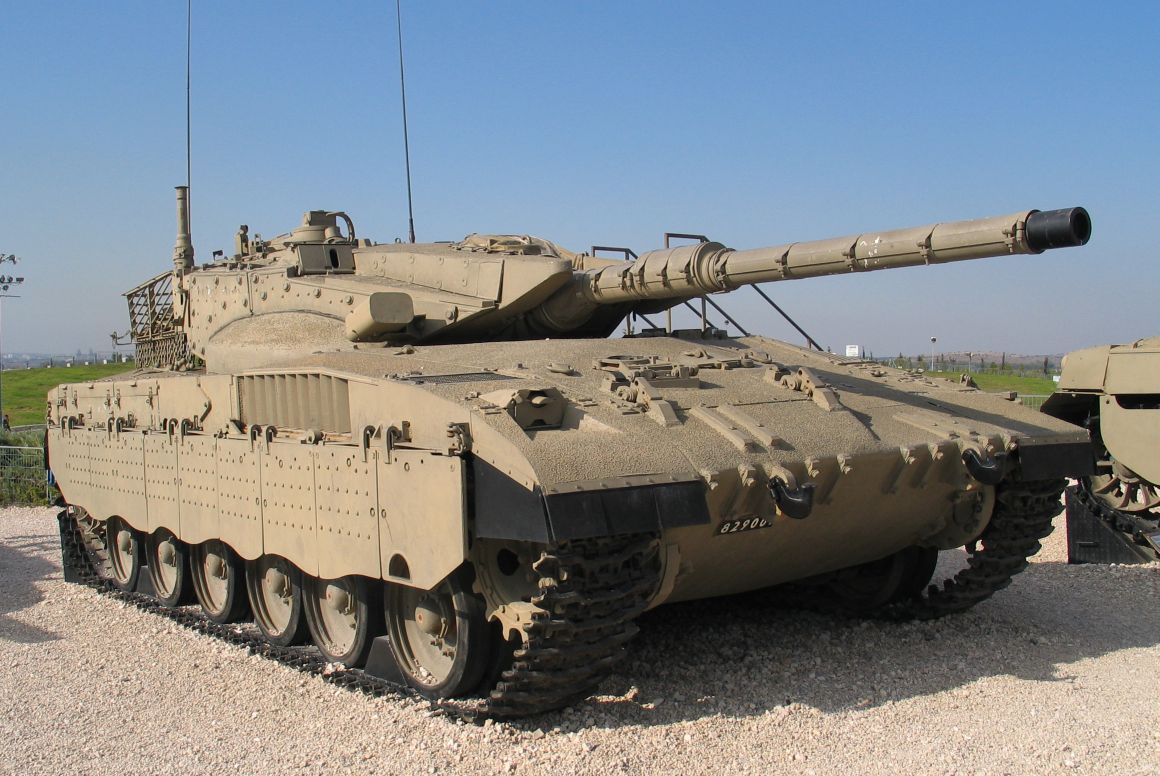
دبابة ميركافا الإسرائيلية.

إن الدبابات كغيرها من الوسائط القتالية، وإن كانت مكلفة إلا أنها ليست أكثر كلفة من العنصر البشري، وطواقم الدبابات المدربة والتي تملك خبرة قتالية لا يمكن تعويضها بنفس وتيرة استبدال الدبابات، ولذلك فإن سلامة الطاقم تعتبر الأكثر حيوية لدى مختلف الجيوش. ويدخل في هذا الإطار العديد من الإجراءات والوسائل، فإن تصميم الدبابة يركز على هذه الناحية، بدءاً من اختيار وسائل تعليق ميكانيكية مناسبة، تجعل تنقل المركبة سلساً قدر الإمكان فوق التضاريس الوعرة، كما تحدد سرعاتها القصوى بما يتفادى إصابة طواقمها، وتجهز الدبابات بأنظمة آلية للإنذار والمكافحة الذاتية للحرائق. وصولاً إلى تزويد الطاقم بمجموعة من الواقيات المطاطية داخل الدبابة، كما نرى فوق عينية البريسكوب مثلاً، بالإضافة لتجهزيهم بالخوذ الواقية، والبزات المنسوجة من مواد مقاومة للنيران.
وبعض الدبابات مثل دبابة الـ «ميركافا» الإسرائيلية، صممت بحيث يكون محركها في الجزء الأمامي منها، كما جعلت خزانات وقود الديزل البطيء الاحتراق موزعة حول مقصورة الطاقم، لتشكل معاً طبقة أخرى من الحماية للطاقم بعد التدريع الأساسي للدبابة. كما تعتبر طريقة تخزين العتاد القتالي داخل الدبابة الأهم في هذا المجال، فالدبابة الواحدة قد تحمل عدداً ما بين 40 و60 قذيفة لسلاحها الرئيسي عادة، بالإضافة لآلاف الطلقات لرشاشاتها الثانوية، ففي حال انفجارها، فإنه يكون لها نتائج كارثية أكبر بكثير من تأثر القذائف المعادية، لقد شوهد عدد كبير من الدبابات العراقية المصابة خلال عاصفة الصحراء، وقد طارت أبراجها في الهواء بعد انفجار العتاد بداخلها. ولذلك فإن معظم الدبابات الحديثة تزود بمخازن عتاد معزولة بطبقة سميكة من الدروع، تفصل بين الذخائر ومقصورة القتال، ويتم تخزين الذخائر ضمن مخزن محكم الإغلاق في خلفية البرج، له أبواب آلية يتحكم بها السادن، كما لها قنوات تؤدي لتوجيه دفق الانفجار في حال حدوثه للخارج وبعيداً عن الطاقم.

## الحركية

### المحركات الدافعة
- المحركات الترددية.
- المحركات التوربينية.

## القيادة، السيطرة، والاتصالات
تزود الدبابة بنظام رؤية حرارية يعمل في الليل وكذالك تزود بقنابل دخانية تعمل على تمويه الرؤية على العدو وبالتالي حماية الدبابة من الأسلحة المضادة للدروع إضافة إلى أجهزة الاتصال.